# Kalinowice Górne

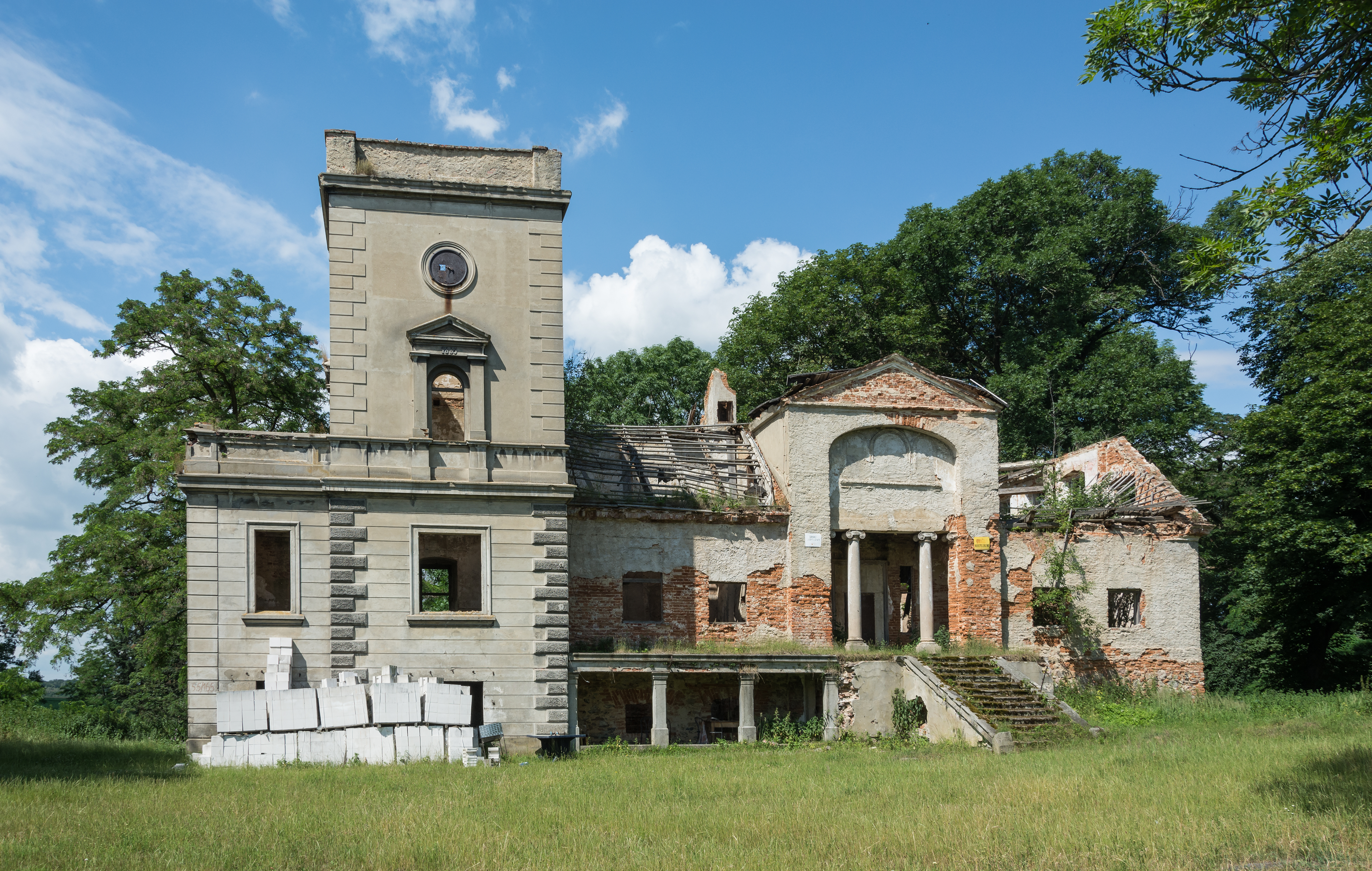
Schloss Oberkunzendorf

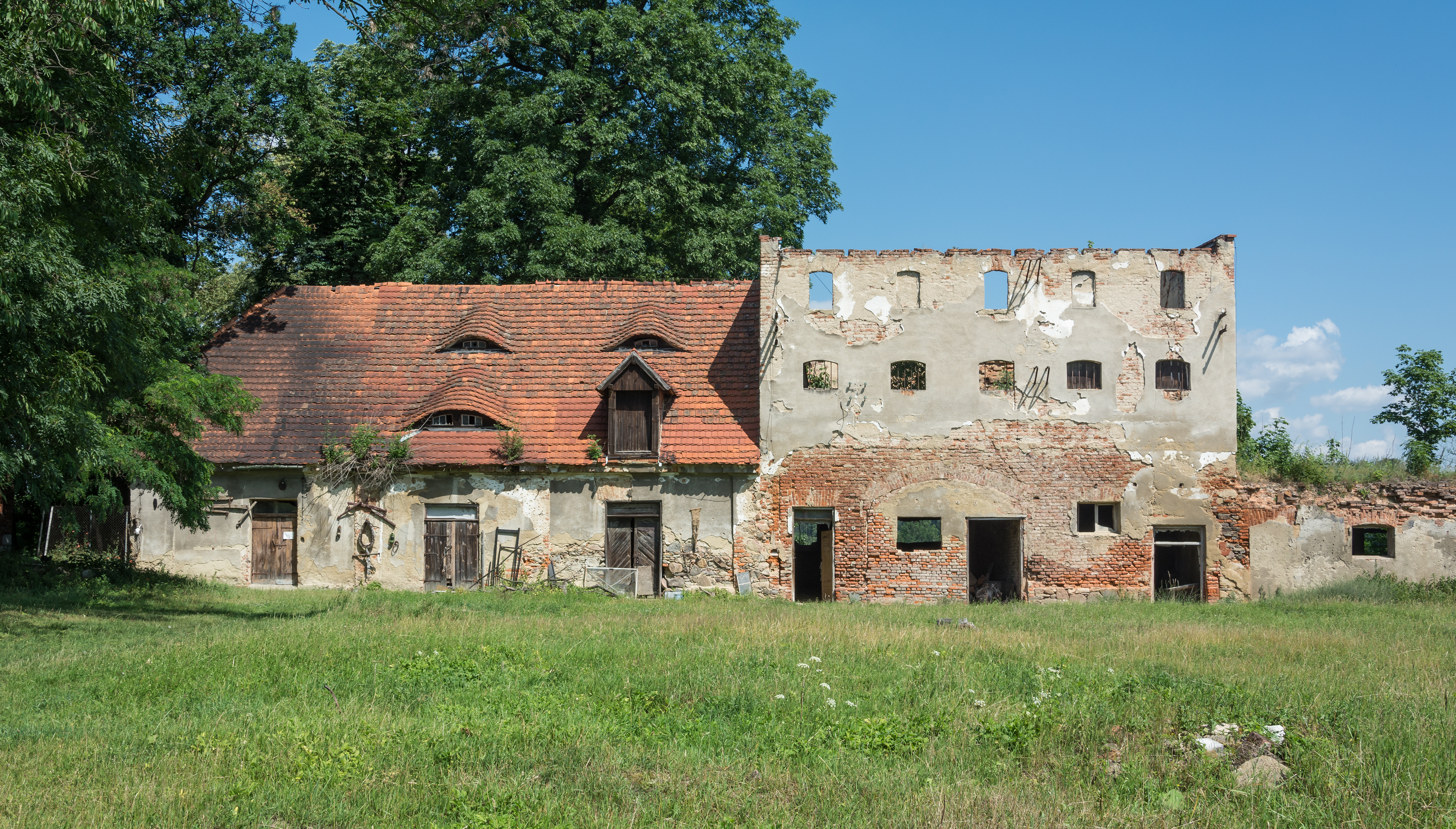
Wirtschaftsgebäude

Kalinowice Górne (deutsch Oberkunzendorf) ist ein Ort in der Stadt- und Landgemeinde Ziębice im Powiat Ząbkowicki der Woiwodschaft Niederschlesien in Polen.

## Geographische Lage
Kalinowice Górne gehört zur Region Niederschlesien und liegt im südwestlichen Teil Polens im Sudetenvorland. Im Süden verläuft die Staatsgrenze mit Tschechien. Die Landschaft ist überwiegend flach. Sie ist ein Teil der Schlesischen Tiefebene und liegt im Einzugsgebiet der Oder. Westlich des Dorfes fließt die Oława (Ohle). Die Entfernung nach Ziębice beträgt sechs Kilometer, nach Ząbkowice Śląskie (Frankenstein), das an der Europastraße 67 liegt, 23 Kilometer und nach Breslau 66 Kilometer.

## Geschichte
Die Ersterwähnung erfolgte 1297 als „Cuncendorph“. Kunzendorf zerfiel in die Anteile Ober und Nieder Kunzendorf. Nach der Teilung des Herzogtums Schweidnitz im Jahr 1321 lag Ober Kunzendorf im Herzogtum Münsterberg. Wegen der großen Schuldenlast wurde das Herzogtum im Jahr 1542 verpfändet. Während des Dreißigjährigen Krieges erlitt die Region große Schäden. Nach dem Ersten Schlesischen Krieg fiel der größte Teil Schlesiens im Jahr 1742 an Preußen. Das Herzogtum Münsterberg wurde in eine Standesherrschaft umgewandelt, die 1791 vom preußischen König Friedrich Wilhelm II. erworben wurde.  
1845 zählte Ober Kunzendorf, einem Leutnant Ernst von Förster gehörend, 59 Häuser, ein Vorwerk, 350 überwiegend katholische Einwohner (73 evangelisch), eine evangelische Schule für Ober und Nieder Kunzendorf mit einem 1824 erbauten Schulhaus, eine Windmühle, acht Handwerker und fünf Händler. Ganz Kunzendorf war evangelisch zu Münsterberg und katholisch zu Weigelsdorf gepfarrt. Von 1818 bis 1932 lag Ober Kunzendorf im Kreis Münsterberg und nach dessen Auflösung von 1932 bis 1945 im Landkreis Frankenstein, der dem Regierungsbezirk Reichenbach der Provinz Schlesien zugeordnet war. 
Im Februar 1874 wurde der Amtsbezirk Kunzendorf mit den Landgemeinden Ober und Nieder Kunzendorf gebildet. Mit der Niederschlesischen Operation im Frühjahr 1945 wurde Ober Kunzendorf von der Roten Armee eingenommen und der sowjetischen Kommendantur unterstellt. 
Als Folge des Zweiten Weltkriegs fiel Oberkunzendorf 1945 mit dem größten Teil Schlesiens an Polen. Nachfolgend wurde es in Kalinowice Górne umbenannt. Die deutsche Bevölkerung wurde, soweit sie nicht schon vorher geflohen war, weitgehend vertrieben. Die neu angesiedelten Bewohner waren teilweise Zwangsumgesiedelte aus Ostpolen, das an die Sowjetunion gefallen war.
Von 1975 bis 1998 gehörte Kalinowice Górne zur Woiwodschaft Wałbrzych, danach zur Woiwodschaft Niederschlesien. 

## Sehenswürdigkeiten
- Schloss Oberkunzendorf
- Landschaftspark

## Persönlichkeiten
- Karl Denke (1860–1924), deutscher Serienmörder